# Saint-Clair (Lot)
Saint-Clair település Franciaországban, Lot megyében. Lakosainak száma 141 fő (2022. január 1.). Saint-Clair Concorès, Gourdon, Saint-Chamarand és Saint-Cirq-Souillaguet községekkel határos.

## Népesség
A település népessége az elmúlt években az alábbi módon változott:
| Lakosok száma | 189  | 133  | 119  | 148  | 149  | 150  | 145  | 141  | 140  | 141  |
|               | 1968 | 1982 | 1990 | 2006 | 2013 | 2015 | 2017 | 2019 | 2020 | 2022 |